# Jack l'Éventreur (film, 1944)
Pour les articles homonymes, voir Jack l'Éventreur (homonymie).
Pour plus de détails, voir Fiche technique et Distribution.
Jack l'Éventreur (titre original : The Lodger) est un film américain réalisé par John Brahm, sorti en 1944.

## Synopsis
A Londres, au début des années 1890, des chanteuses de cabaret sont assassinées par un mystérieux tueur en série. Au même moment, un couple de bourgeois dont la fille, Kitty Langley, est artiste de music-hall, accueille sous son toit monsieur Slade, un énigmatique chercheur en médecine. Ce dernier n'est autre que l'assassin, mais eux ne le savent pas. L'individu ne tarde pas à développer à l'égard de Kitty une violente attirance physique qui finit par se changer en envie de meurtre. Un soir, sans la prévenir, il assiste à un spectacle dont elle est la vedette, puis il la rejoint dans sa loge où il tente de la tuer. Kitty Langley sera toutefois sauvée par les efforts de l'inspecteur de Scotland Yard John Warwick, lequel avait réussi à démasquer le tueur grâce à la technique, nouvelle à l'époque, des empreintes digitales.

## Fiche technique
- Titre : Jack l'Éventreur
- Titre original : The Lodger
- Réalisation : John Brahm
- Production : Robert Bassler
- Société de production : 20th Century-Fox
- Scénario : Barré Lyndon d'après le roman The Lodger de Marie Belloc Lowndes.
- Musique : Hugo Friedhofer
- Photographie : Lucien Ballard
- Montage : J. Watson Webb Jr.
- Direction artistique : James Basevi et John Ewing
- Décors : Thomas Little et Walter M. Scott
- Costumes : René Hubert
- Chorégraphe : Kenny Williams
- Pays :  États-Unis
- Langue : anglais
- Genre : Film noir
- Format : Noir et blanc - Son : Mono (RCA Sound System)
- Durée: 84 minutes
- Sortie :
  -  États-Unis : 19 janvier 1944
  -  France : 22 janvier 1947
- Affiche : Roger Rojac (France)

## Distribution
- Merle Oberon : Kitty Langley
- George Sanders : Inspecteur John Warwick
- Laird Cregar : M. Slade
- Cedric Hardwicke : Robert Bonting
- Sara Allgood : Ellen Bonting
- Aubrey Mather : Superintendant Sutherland
- Queenie Leonard : Daisy - la bonne
- Doris Lloyd : Jennie
- David Clyde : Détective-sergent Bates
- Helena Pickard : Annie Rowley

Et, parmi les acteurs non crédités :
- Harry Allen : Un chauffeur
- Jimmy Aubrey : Un conducteur de fiacre
- Edmund Breon : Le directeur
- Frank Hagney : Un policier
- Lumsden Hare : Dr Sheridan
- Stuart Holmes : Le roi Edouard
- Kenneth Hunter : Un inspecteur
- Crauford Kent : Un aide du roi
- Skelton Knaggs : L'homme au panier
- Anita Sharp-Bolster : Wiggy
- Frederick Worlock : Sir Edward Willoughby

## Autour du film
- Le film s'inspire très librement de l'histoire de Jack l'Éventreur, qu'il romance d'une façon considérable. Dans la réalité, les victimes du vrai Jack l'Éventreur étaient des prostituées misérables, et non des chanteuses. Ici, le célèbre tueur en série britannique - alias Mister Slade - est dépeint comme un individu bisexuel ayant jadis conçu pour son frère une passion incestueuse. Malheureusement, ledit frère, qui n'en savait rien, s'était suicidé après avoir été quitté par une artiste de cabaret. Sa mort avait laissé Slade ivre de douleur, il avait décidé d'assassiner des chanteuses de music-hall pour le venger. Naturellement, le désir sexuel qu'il éprouve pour ces artistes stimule ses envies meurtrières.
- L'interprète de monsieur Slade, Laird Cregar, mourut peu après la sortie du film, le 9 décembre 1944, à Los Angeles[1].